# Ypthima indecora
Ypthima indecora är en fjärilsart som beskrevs av Moore 1882. Ypthima indecora ingår i släktet Ypthima och familjen praktfjärilar. Inga underarter finns listade i Catalogue of Life.